# Красавка (Борятинский сельский округ)
Красавка — село в Воловском районе Тульской области России.
В рамках административно-территориального устройства входит в Борятинский сельский округ Воловского района, в рамках организации местного самоуправления включается в Турдейское сельское поселение.

## География
Расположено на федеральной автотрассе М4 «Дон», в 26 км к юго-востоку от районного центра, посёлка городского типа Волово, и в 100 км к юго-востоку от областного центра, г. Тулы. 

## Население
| 2002 | 2010 |
| ---- | ---- |
| 231  | ↘148 |